# EverLine
Đường sắt nhẹ Yongin (Tiếng Hàn: 용인 경전철, Hanja: 龍仁 輕電鐵) hay EverLine (Tiếng Hàn: 에버라인) là tuyến light metro lái tự động dài 18,1 kilômét (11,2 mi) ở Yongin, Vùng thủ đô Seoul nối Everland, công viên giải trí nổi tiếng nhất Hàn Quốc, đến Tuyến Bundang của Tàu điện ngầm Seoul. Hệ thống này giống với AirTrain JFK ở New York, sử dụng toa đơn Bombardier Advanced Rapid Transit điều khiển bởi Bombardier CITYFLO 650 công nghệ kiểm soát tàu tự động.
Lễ động thổ xây dựng được tổ chức vào tháng 11 2005. Bắt đầu từ tháng 11 2009, các công ty cho chạy thử nghiệm tàu. Việc mở cửa đã bị trì hoãn nhiều lần nhưng cuối cùng đã mở cửa vào ngày 26 tháng 4, 2013. Một đoạn chuyển giao dưới lòng đất Ga Giheung mở cửa vào 9 tháng 1, 2014 và giảm giá đến Tuyến Bundang được giới thiệu vào 20 tháng 9, 2014.

## Lịch sử
- Tháng 12 năm 1996: Thúc đẩy dự án đường sắt nhẹ từ Gyeonggi-do đến Yongin-si (bị trì hoãn do thiếu nguồn tài chính)
- 24 tháng 3 năm 1997: Chính phủ chỉ định Đường sắt nhẹ Yongin là dự án đầu tư tư nhân của SOC
- 29 tháng 12 năm 1999: Được Bộ Kế hoạch và Ngân sách chỉ định lại là dự án đầu tư tư nhân của SOC
- 3 tháng 7 năm 2000: Sau khi thiết lập một quy hoạch tổng thể cho các tuyến đường sắt đô thị ở thành phố Yongin, nó đã được đề xuất với Bộ Xây dựng và Giao thông vận tải.
- 15 tháng 12 năm 2001: Kế hoạch Cơ bản Đường sắt Đô thị Yongin được xác nhận
- 31 tháng 8 năm 2002: Hoàn thành đánh giá kế hoạch dự án bởi Viện Phát triển Giao thông Vận tải
- 27 tháng 9 năm 2002: Ký kết thỏa thuận kinh doanh giữa Thành phố Yongin và Viện Phát triển Giao thông Vận tải dựa trên yêu cầu đàm phán
- 9 tháng 12 năm 2003: Lựa chọn và công bố Hiệp hội Bombardier Canada là nhà thầu ưu tiên
- 27 tháng 7 năm 2004: Ký một thỏa thuận xây dựng một dự án đường sắt nhẹ ở thành phố Yongin ( dự kiến hoàn thành vào tháng 12 năm 2008 )
- 17 tháng 12 năm 2005: Khởi công xây dựng
- 27 tháng 3 năm 2007: Ủy ban đề cử thành phố Yongin, Quyết định đặt tên ga xe lửa nhẹ Yongin
- 21 tháng 4 năm 2010: Thông báo đổi tên 2 ga: Đổi từ ga Gugal thành ga Gugal(Trung tâm nghệ thuật Nam June Paik) và ga Supo thành ga Dunjeon
- Tháng 6 năm 2010: Hoàn thành
- 11 tháng 1 năm 2011: Thông báo về việc chấm dứt hoạt động kinh doanh
- 18 tháng 2 năm 2011: Công ty TNHH Đường sắt nhẹ Yongin nộp đơn yêu cầu trọng tài quốc tế lên Phòng Thương mại Quốc tế
- 28 tháng 12 năm 2011: Đoạn tuyến Bundang Jukjeon-Giheung dự kiến mở cửa, nhưng bị hoãn vô thời hạn
- 17 tháng 4 năm 2013: Thông báo đổi tên ga: Đổi từ ga Gugal (Trung tâm nghệ thuật Nam June Paik) thành ga Giheung (Trung tâm nghệ thuật Nam June Paik)
- 19 tháng 4 năm 2013: Ký biên bản ghi nhớ về việc bình thường hóa Đường sắt nhẹ Yongin {Yongin-Yongin Light Rail Co., Ltd. (Đã xóa phần MRG)
- 26 tháng 4 năm 2013: Khai trương và giao hàng miễn phí ( đến ngày 28 tháng 4 )
- 29 tháng 4 năm 2013: Bắt đầu thu tiền vé
- 25 tháng 7 năm 2013: Yongin Light Rail Transit Co., Ltd. mua lại tư cách điều hành kinh doanh và quyền quản lý và vận hành của Yongin Light Rail Co., Ltd. (Bombardier Investment), đồng thời ký một thỏa thuận nhượng quyền thay đổi giữa thành phố Yongin và Đường sắt nhẹ Yongin
- 9 tháng 1 năm 2014: Lối đi trung chuyển Ga Giheung được mở (kết nối với Tuyến Bundang)
- 20 tháng 9 năm 2014: Được đưa vào hệ thống giao thông liên lạc của tàu điện ngầm vùng thủ đô  (giá vé bổ sung 200 won) và áp dụng chiết khấu chuyển khoản tích hợp

## Quản lý
Tàu chạy mỗi 6 phút (9 phút vào chủ nhật và ngày lễ) với mục tiêu mang 25.000~30.000 hành khách mỗi giờ trên mỗi đoạn đường.

## Bản đồ tuyến
|  |

|  |  |  |

|  |

|  |

|  |

|  |

|  |

|  |  |  |

|  |

|  |

|  |

|  |

|  |

|  |

|  |

|  |

|  |

|  |

|  |

|  |

|  |  |  |

|  |

|  |

|  |

|  |

|  |

|  |  |  |

|  |

|  |

|  |

|  |

|  |

|  |

|  |

|  |

|  |

|  |

|  |

## Ga
| Số ga | Tên ga                                                     | Tên ga                        | Tên ga                | Chuyển tuyến | Khoảng cách | Tổng khoảng cách | Vị trí      | Vị trí    |
| Số ga | Tiếng Anh                                                  | Hangul                        | Hanja                 | Chuyển tuyến | Khoảng cách | Tổng khoảng cách | Vị trí      | Vị trí    |
| ----- | ---------------------------------------------------------- | ----------------------------- | --------------------- | ------------ | ----------- | ---------------- | ----------- | --------- |
| Y110  | Giheung (Nam June Paik Arts Center)                        | 기흥 (백남준아트센터)         | 器興 (白南準아트센터) | (K237)       | 0.000       | 0.000            | Gyeonggi-do | Yongin-si |
| Y111  | Đại học Kangnam                                            | 강남대                        | 江南大                |              | 1.044       | 1.044            | Gyeonggi-do | Yongin-si |
| Y112  | Jiseok                                                     | 지석                          | 支石                  |              | 1.062       | 2.106            | Gyeonggi-do | Yongin-si |
| Y113  | Eojeong                                                    | 어정                          | 御停                  |              | 0.918       | 3.024            | Gyeonggi-do | Yongin-si |
| Y114  | Dongbaek                                                   | 동백                          | 東栢                  |              | 1.185       | 4.209            | Gyeonggi-do | Yongin-si |
| Y115  | Chodang                                                    | 초당                          | 草堂                  |              | 1.097       | 5.306            | Gyeonggi-do | Yongin-si |
| Y116  | Samga                                                      | 삼가                          | 三街                  |              | 2.591       | 7.897            | Gyeonggi-do | Yongin-si |
| Y117  | Tòa thị chính – Đại học Yongin                             | 시청·용인대                   | 市廳·龍仁大           |              | 1.045       | 8.942            | Gyeonggi-do | Yongin-si |
| Y118  | Đại học Myongji                                            | 명지대                        | 明知大                |              | 1.034       | 9.976            | Gyeonggi-do | Yongin-si |
| Y119  | Gimnyangjang                                               | 김량장                        | 金良場                |              | 0.755       | 10.731           | Gyeonggi-do | Yongin-si |
| Y120  | Chợ Yongin Jungang (Đại học Khoa học và Nghệ thuật Yongin) | 용인중앙시장 (용인예술과학대) | 龍仁中央市場驛        |              | 0.945       | 11.676           | Gyeonggi-do | Yongin-si |
| Y121  | Gojin                                                      | 고진                          | 古陳                  |              | 0.935       | 12.611           | Gyeonggi-do | Yongin-si |
| Y122  | Bopyeong                                                   | 보평                          | 洑坪                  |              | 1.750       | 14.361           | Gyeonggi-do | Yongin-si |
| Y123  | Dunjeon                                                    | 둔전                          | 屯田                  |              | 1.027       | 15.388           | Gyeonggi-do | Yongin-si |
| Y124  | Jeondae – Everland                                         | 전대·에버랜드                 | 前垈·에버랜드         |              | 2.626       | 18.014           | Gyeonggi-do | Yongin-si |

## Kế hoạch mở rộng
Kế hoạch mở rộng 6.8 km từ Ga Giheung đến Ga Gwanggyo trong tương lai trên Tuyến Shinbundang.

## Liên kết
- Trang chủ bằng tiếng Hàn
- Đường sắt quốc gia Hàn Quốc phát hành báo Lưu trữ ngày 27 tháng 9 năm 2007 tại Wayback Machine
- frdb.wo.to Trang EverLine (tiếng Hàn) bao gồm thông tin chi tiết, bản đồ Lưu trữ ngày 27 tháng 9 năm 2007 tại Wayback Machine